# Cantone di Saint-Germain-Laval
Il Cantone di Saint-Germain-Laval era una divisione amministrativa dell'arrondissement di Roanne.
È stato soppresso a seguito della riforma complessiva dei cantoni del 2014, che è entrata in vigore con le elezioni dipartimentali del 2015.
Comprendeva i comuni di:
- Amions
- Bully
- Dancé
- Grézolles
- Luré
- Nollieux
- Pommiers
- Saint-Georges-de-Baroille
- Saint-Germain-Laval
- Saint-Julien-d'Oddes
- Saint-Martin-la-Sauveté
- Saint-Paul-de-Vézelin
- Saint-Polgues
- Souternon
- Metropolia di Leucade e Itaca